# دار الجبل (الباحة)
دار الجبل هي قرية سعودية تقع على قمم جبال السروات في الباحة، ولها منحدرات إلى تهامه (المخواة)، وتمتلك مساحه كبيره من المناطق الزراعية والاودية

## الموقع والجغرافيا
تقع القرية في الجهة الغربية من بني ظبيان وتمتد إلى تهامه بمساحة 100 كيلومتر مربع اغلبها منحدرات تحتظنها اوديه منها وادي الماء الاحمر(مالحمر) ووادي آل عبيد ووادي الحنجور ويزرع بها البن والموز والفواكه والنباتات العطريه ذات الروائح المرغوبة، ويحد القرية من الغرب بني عمر وذي عين من تهامه ومن الجنوب قرية الرمادة ومن الشرق العباس ومن الشمال قرية الغمدة.

## السكان
يتجاوز عدد السكان في هذه القرية أكثر من 7000 فرد.